# کیرشدورف (مکلنبورگ-فورپومرن)
کیرشدورف (به آلمانی: Kirchdorf) یک منطقهٔ مسکونی در آلمان است که در Sundhagen واقع شده‌است. کیرشدورف  ۵۹۰ نفر جمعیت دارد.